# Hypolimnas wahlbergi
Hypolimnas wahlbergi är en fjärilsart som beskrevs av Hans Daniel Johan Wallengren 1857. Hypolimnas wahlbergi ingår i släktet Hypolimnas och familjen praktfjärilar. Inga underarter finns listade i Catalogue of Life.